# Жуковщина (Ленинградская область)
Жуковщина — деревня в Селивановском сельском поселении Волховского района Ленинградской области.

## История
На карте Санкт-Петербургской губернии Ф. Ф. Шуберта 1834 года упоминается деревня Жуковщина, состоящая из 26 крестьянских дворов.

ЖУКОВЩИНА  — деревня принадлежит Казённому ведомству, число жителей по ревизии: 72 м. п., 92 ж. п. (1838 год)

Деревня Жуковщина из 26 дворов отмечена на карте Ф. Ф. Шуберта 1844 года.

ЖУКОВЩИНА  — деревня Ведомства государственного имущества, по почтовому тракту, число дворов — 34, число душ — 92 м. п. (1856 год)

ЖУКОВЩИНА — деревня казённая при колодце, число дворов — 37, число жителей: 111 м. п., 109 ж. п. (1862 год)

СборникЦентрального статистического комитета описывал её так:

ЖУКОВЩИНА — деревня бывшая государственная, дворов — 44, жителей — 230; Часовня, 4 кожевенных завода, лавка. (1885 год)

Согласно епархиальным сведениям 1899 года деревня относилась к приходу Крестовоздвиженской (ранее Воскресенской, Воскресенского Масельгского погоста) церкви в селе Лунгачи.
В конце XIX — начале XX века деревня административно относилась к Шахновской волости 3-го стана Новоладожского уезда Санкт-Петербургской губернии.
По данным «Памятной книжки Санкт-Петербургской губернии» за 1905 год деревня Жуковщина входила в состав Лунгачско-Островского сельского общества.

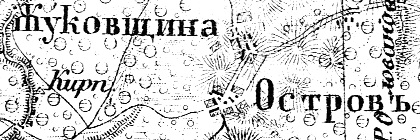
Деревня Жуковщина на карте 1915 года

С 1917 по 1923 год деревня входила в состав Лунгачевского сельсовета Шахновской волости Новоладожского уезда.
С 1923 года в составе Островского сельсовета Колчановской волости Волховского уезда.
С 1924 года в составе Низинского сельсовета.
С 1927 года в составе Волховского района.
В 1928 году население деревни составляло 298 человек.
По данным 1933 года деревня Жуковщина входила в состав Низинского сельсовета Волховского района.

Деревня Жуковщина на карте 1940 года

С 1946 года в составе Новоладожского района.
С 1950 года вновь в составе Лунгачевского сельсовета.
С 1954 года вновь в составе Низинского сельсовета.
В 1958 году население деревни составляло 60 человек.
С 1963 года вновь в составе Волховского района.
По данным 1966 и 1973 годов деревня Жуковщина также входила в состав Низинского сельсовета.
По данным 1990 года деревня Жуковщина входила в состав Селивановского сельсовета.
В 1997 году в деревне Жуковщина Селивановской волости проживали 3 человека, в 2002 году — 1 человек (русский).
В 2007 году в деревне Жуковщина Селивановского СП — 6.

## География
Деревня расположена в северо-восточной части района на автодороге 41К-405 (Низино — Лунгачи — Телжево).
Расстояние до административного центра поселения — 7 км.
Деревня находится к западу от железнодорожной линии Волховстрой I — Лодейное Поле. Расстояние до ближайшей железнодорожной станции Лунгачи — 4 км.

## Демография
| 1862 | 2007 | 2010 | 2017 |
| ---- | ---- | ---- | ---- |
| 220  | ↘6   | ↘5   | →5   |

### Национальный состав
Согласно данным Всероссийской переписи населения 2021 года в деревне проживали 3 человека, все русские.